# Yaoua
Yaoua est une localité située dans le département de Tangaye de la province du Yatenga dans la région Nord au Burkina Faso.

## Géographie
Formant deux villages voisins avec Mera (localisé à 400 m à l'est), Yaoua se trouve à 6 km au sud de Tangaye, le chef-lieu du département, et à environ 20 km au sud-ouest de Ouahigouya.

## Santé et éducation
Le centre de soins le plus proche de Yaoua est le centre de santé et de promotion sociale (CSPS) de Tangaye tandis que le centre hospitalier régional (CHR) se trouve à Ouahigouya.